# Numicia demoleon
Numicia demoleon är en insektsart som beskrevs av Ronald Gordon Fennah 1958. Numicia demoleon ingår i släktet Numicia och familjen Tropiduchidae. Inga underarter finns listade i Catalogue of Life.